# Fastnacht-Verband Franken

Logo des FVF

Der Fastnacht-Verband Franken e. V. (FVF) mit Sitz in Veitshöchheim ist eine überörtliche Vereinigung zur Pflege fastnachtlichen Brauchtums und wurde am 23. August 1953 von acht Vereinen in Nürnberg als Landesverband Franken e. V. (LdV) gegründet, darunter waren u. a. die Alte Große Nürnberger Karnevalsgesellschaft 1904 e. V. (AK 04) und die F. G. Medine e. V. aus Schopfloch. Der Wirkungsbereich des Verbandes umfasst das Gebiet der drei fränkischen Bezirke Ober-, Mittel- und Unterfranken. In den dem Verband angeschlossenen über 330 Mitgliedsgesellschaften wirken mehr als 100.000 Fastnachter und Fastnachterinnen. Zudem gehören dem Verband über 1000 fördernde Mitglieder an. Der Verband richtet alljährlich die Fernsehsitzung „Fastnacht in Franken“ aus, die vom Bayerischen Fernsehen – Studio Franken ausgestrahlt wird und die quotenstärkste Sendung aller dritten Programme ist.

## Aufgabengebiete
Der FVF ist fünftstärkstes Mitglied im Bund Deutscher Karneval (BDK). Gemeinsam mit dem BDK gelang es dem FVF, die Gemeinnützigkeit für brauchtumsorientierte Vereine durchzusetzen. Zusammen mit einem Rahmenvertrag mit der GEMA konnten erhebliche finanzielle Erleichterungen für die Vereine erreicht werden. Der FVF ist Basis für das gemeinsame Handeln sowie die Interessenvertretung der Vereine gegenüber dem BDK, den Behörden, der Regierung oder anderen öffentlichen Institutionen. Das Ordenskapitel ist zuständig für die Vergabe des „Till von Franken“, die höchste Auszeichnung des FASTNACHT-VERBAND FRANKEN e. V.

## Till von Franken
Der Till von Franken ist das Symbol für das Verbandsgebiet Ober-, Mittel- und Unterfranken und ein Verdienstorden, sowie die höchste Auszeichnung, die der Fastnacht-Verband Franken zu vergeben hat. Der Till von Franken wurde am 11. November 1962 vom Präsidenten des Landesverbandes Franken, Konrad Habicht, und dem Ordenskapitel des Landesverbandes Franken zur Auszeichnung verdienter Karnevalisten initiiert.

### Ausschnitte aus der Verleihungsordnung
„Der Orden stellt den Kopf des Till Eulenspiegel mit der Narrenmütze dar. Oben an der Mütze ist beweglich das rot-weiße Wappenschild Frankens befestigt, durch dessen auf der Rückseite angebrachte Öse das Ordensband geführt wird. Auf der Rückseite des Ordens befindet sich der Verbandsname und die Ordensnummer. Der Till von Franken wird als Halsorden am rot-weißen Band getragen. Er wird seit dem 11. November 1966 in zwei Ausfertigungen verliehen und zwar versilbert oxydiert und vergoldet.“ ... 
„Der Orden Till von Franken darf nur an ehrenamtlich tätige Karnevalisten, die sich um die fränkische Fastnacht besondere Verdienste erworben haben, verliehen werden.“ ... 
„Der Verdienstorden Till von Franken in Gold kann alljährlich einmal und in besonderen Ausnahmefällen auch mehrmals im Jahr verliehen werden. Über die Voraussetzungen entscheidet das Ordenskapitel. Er kann nur an Personen verliehen werden, die weit über die ... genannten Erfordernisse hinaus hervorragende und langjährige Verdienste erbracht haben.“ ...
„Das Recht, den Orden zu tragen, kann aberkannt werden, wenn der Träger des Ordens sich nach der Verleihung durch Wort oder Tat schädigend gegen die Fastnacht wendet oder durch unehrenhaftes Verhalten sich des Ordens als unwürdig erweist.“ ...

### Weitere Bedingungen zur Verleihung
Jeder antragsberechtigte Verein kann jährlich nur einen Antrag stellen. Bei der Überreichung des Ordens wird gleichzeitig eine Anstecknadel und eine Urkunde ausgehändigt, die ebenfalls die Nummer des Ordens enthält. 
Über die Verleihung des Ordens wird ein Ordensbuch durch das Ordenskapitel geführt. Der jeweilige Orden ist an eine Person gebunden und darf nur von der in der Urkunde angegebenen Person getragen werden.

## Jugendarbeit
Die Jugendarbeit ist ein Hauptanliegen des FVF. Die in den drei Bezirken tätigen Jugendausschüsse geben nicht nur wichtige Impulse für die Jugendarbeit, sondern organisieren Veranstaltungen und unterstützen die Vereine bei ihrer Arbeit. So bietet der Verband für den Sommer Zeltlager, Sommertreffs, Ausflüge und Aktionstage an. Umfangreich ist auch das Weiterbildungsangebot: Seminare, Schulungen und Lehrgänge für Jugendleiter und Jugendbetreuer behandeln nicht nur fastnachtliche Themen. Höhepunkt für die rund 20.000 Kinder und Jugendliche in den Vereinen sind die jährlichen Narrennachwuchs-Sitzungen.
Ganz eng verbunden ist die Jugendarbeit mit dem Tanzsport. Tausende von Mädchen (zuweilen aber auch Jungen) aller Altersklassen sind als Tanzmariechen, Tanzpaar oder Gardistin nicht nur während der fünften Jahreszeit aktiv. Das Programm für den karnevalistischen Tanz läuft während des ganzen Jahres und hat neben dem normalen Training auch Trainingslager und Schulungen zum Inhalt. Der FVF veranstaltet neben regionalen Tanzturnieren jährlich zwei Turniere, auf denen man sich für die Süddeutsche und Deutsche Meisterschaft qualifizieren kann. Die Arbeit in den Vereinen schlägt sich regelmäßig bei den Platzierungen der BDK-Turniere nieder, da die Franken stets auf den obersten Plätzen anzutreffen sind.